# 2013년 서울국제실험영화페스티벌
제10회 서울국제실험영화페스티벌은 2013년 9월 5일에 열린 시상식이다.

## 수상 및 후보

### BEST EXiS AWARD
- 문턱 - 로버트 토드 수상

### KOREAN EXiS AWARD
- 프리즈마 - 임철민 수상

### Jungwoon AWARD
- 시마 - 채경훈 수상

### Avid Award
- 타이거 마인드 - 비어트리스 깁슨 수상

### 엑스-나우
- 프리즈마 - 임철민
- 딕테-차학경 오마주 - 미영
- 전람회의 그림 - 황선숙
- 무인칭을 위한 노래 - 차미혜
- 사진 측량 - 변재규
- 도시정물 - 김숙현
- 우울의 경계 - 라야
- 양화 - 백종관
- 낫씽 투 루즈 - 서원태
- 나들이 - 조인한 외 1명
- 시마 - 채경훈
- 레이크 뷰 - 김진섭
- 스템플 패스 - 제임스 베닝
- 그리스 - 안토니 피넨트
- 자브리스키 포인트의 재구성 - 스테픈 코널리
- 인공 정원 - 입 육유
- 메멘토 모리 - 댄 브라운
- 우리의 창세기 - 벤 리버스
- 점과 망 - 리차드 투오이
- 네버 어 풋 투 파 - 사이토 다이치
- 문턱 - 로버트 토드
- 엄밀한 측량 - 기욤 케일루 외 1명
- 송 - 나다니엘 도어스키
- 11:47 - 마리카 보제손
- 엑스랜드 - 미하이 그레쿠
- 다시, 공장을 나서는 노동자들 - 카타리나 그루자이
- 더 캡슐 - 아디너 레이첼 창가리
- 타이거 마인드 - 비어트리스 깁슨

### 엑스-워즈
- 액시스 - 존 크넬러
- 정당정치의 역습 - 김곡 외 1명
- 잠재적 슬픔 - 김시헌
- 테이크 플레이스 - 박용석
- 무빙 파노라마 - 변재규
- 별들의 고향 - 정윤석
- 숨 - 장민용
- 마켓 스트리트 - 니시카와 토모나리
- 태양의 바트망 - 파트릭 보카노프스키
- 집합 - 베카 바커
- 햇빛 속의 손 - 고창수
- 유희 - 박경주
- 스윙 다이어리 - 이난
- 웻 드림 - 김윤태
- 오버 미 - 임창재
- 리멤버런스 타임 - 양민수
- 1998 - 석성석
- 기억의 표면, 표면에 대한 기억 - 이장욱

### 랩 프로그램
- K(여성들) - 프레드릭 드보
- 당신에게로 가는 종점 - 니콜라스 레이
- 프로모노 - 스테파노 카나파
- 샤를마뉴 2: 필처 - 핍 쵸도로프
- 9와 1/2 - 올리비에 푸차르
- 바다 - 마틴 루세

### 마다탁
- 워킹 밸러스트 - 로시오 로페즈 자란디에타
- 지대 - 마르타 아즈파렌 루차스
- 개발/움직임 - 데이비드 로드리게즈 기메노
- 도메스틱 데몬 #2 - 유리 레흐
- 하이쿠 타임 - 리시 프라다
- 네오노바 - 페르난도 가르시아 말메르차
- 솔트 트레이스 - 알베르트 메리노
- 사이버 버드 - 파비오 페르난데즈 푸졸 외 1명

### 아시아 포럼
- 카메라를 든 사나이 - 리우 나 오우
- 습관주 - 잠센 로우
- 원평 - 유릭와이

### 액션!
- 영화란- 움직임과 시간 - 구스타프 도이치
- 쉔베르그 - 게하드 에르틀
- 응? 그래? 어? - 토마스 드라스찬
- 거울 장치 - 지그프리드 A. 프르아우프
- 서브로사 - Karoe Goldt
- 아르눌프 라이너 - 피터 쿠벨카
- 비너스의 탄생 - 모클 블랙아웃
- 선셋 대로 - 토마스 코르스칠
- 위슬라 - 요제프 다베르니그
- 바디 폴리틱 - VALIE EXPORT
- 빛과 사운드 장치를 위한 입문 - 피터 체르카스키